# Sieweczka piaskowa
Sieweczka piaskowa (Anarhynchus pecuarius) – gatunek małego ptaka z rodziny sieweczkowatych (Charadriidae). Zasiedla Egipt, Sudan oraz subsaharyjską część Afryki i Madagaskar. Niezagrożona wyginięciem.

## Taksonomia

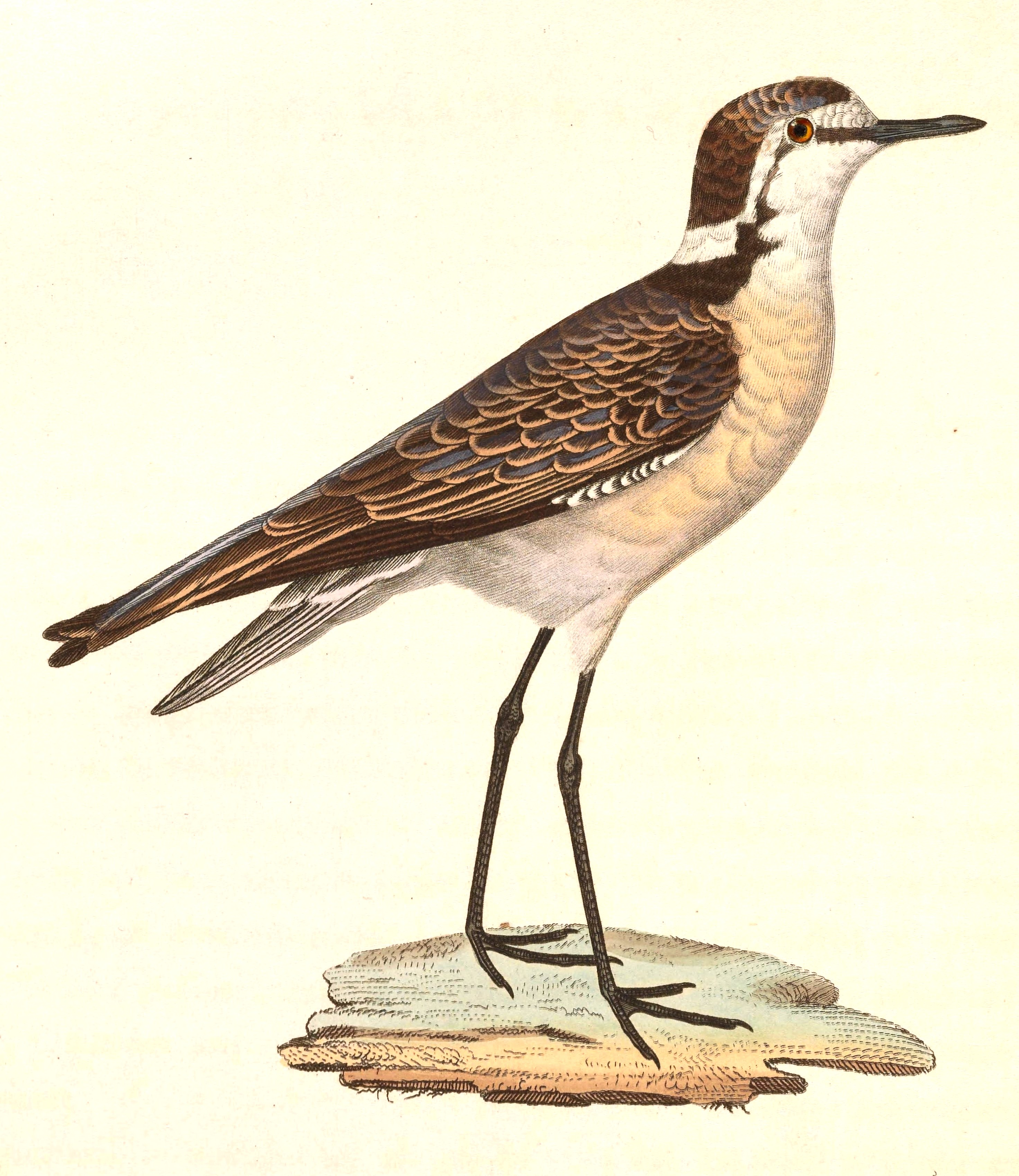
Ilustracja dołączona do opisu Temmincka

Gatunek po raz pierwszy opisał Coenraad Jacob Temminck w roku 1823 pod nazwą Charadrius pecuarius. Do opisu dołączona była tablica barwna nr 183. Holotyp pochodził z Przylądka Dobrej Nadziei. Analizy filogenetyczne przeprowadzone w 2022 roku wsparły umieszczenie tego gatunku w rodzaju Anarhynchus. Prawdopodobnie tworzy nadgatunek z sieweczką madagaskarską (A. thoracicus) oraz sieweczką atlantycką (A. sanctaehelenae). Takson monotypowy, choć opisywane były podgatunki jak allenbyi (Egipt), isabellinus (Egipt do DRK i Kenii) i tephricolor (południowo-zachodnia Afryka i północna Botswana). Nie przyjęły się, gdyż różnice między osobnikami nie są duże i mają charakter ekokliny, a dostarczone próbki do badań nie były wystarczające. Angielska nazwa Kittlitz’s Plover upamiętnia Heinricha von Kittlitza. Nazwa gatunkowa pecuarius oznacza z łaciny hodowcę bydła.

## Zasięg występowania
Zasięg występowania wynosi około 16,3 mln km². Sieweczka piaskowa jest osiadła. Występuje w północno-wschodnim Egipcie, w Sudanie i na południe od Sahary; także na Madagaskarze. Środowisko życia stanowią różnorodne obszary wodne; podmokłe obszary trawiaste, pastwiska, grunty rolne, przybrzeżne jeziora, estuaria, laguny, słone lub słodkowodne bagna, wybrzeża morskie, rzek czy strumieni. Na Madagaskarze występuje do 50 m n.p.m.

## Morfologia

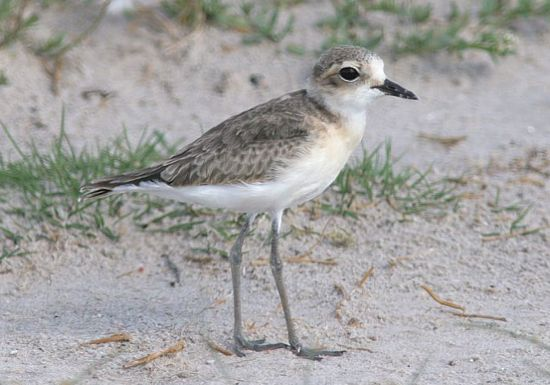
Osobnik młodociany. Rezerwat przyrody Barberspan, Południowa Afryka

Długość ciała wynosi 150–160 mm, w tym 40–50 mm przypada na ogon i 15–17 mm na dziób. Skrzydła mierzą 95–108 mm, skok 29–33 mm. Wierzch ciała brązowy, z jasnymi obrzeżeniami piór. Niższa część grzbietu, kuper i centralne pokrywy nadogonowe czarnobrązowe, zaś kuper na brzegach i boczne pokrywy podogonowe białe. Pokrywy skrzydłowe także brązowe z jasnymi obrzeżeniami, brak paska obecnego u niektórych ptaków na skrzydle. Pokrywy na skraju skrzydła czarniawe. Pokrywy I rzędu i lotki I rzędu czarniawe, lotki prócz pierwszej i bardziej wewnętrznych posiadają białe stosiny. Lotki II rzędu natomiast cechuje barwna czarnobrązowa oraz wąskie białe obrzeżenia na końcach. Cztery środkowe sterówki czarniawobrązowe, bardziej zewnętrzne szarobrązowe z białymi plamkami na końcu, zaś pozostałe białe z szarobrązowym zabarwieniem na zewnętrznych chorągiewkach. Czoło białe, barwa ciągnie się w tył w postaci białej brwi i półobroży z czarnym paskiem na spodzie na karku. Czarny pasek ciągnie się przez pokrywy uszne aż do okolic oka. Na górze czoła czarna plama, dalej biały obszar, zaś z wierzchu głowy obecna plama o ubarwieniu podobnym co grzbiet. Boki głowy, gardło i spód ciała białe, po bokach piersi brązowa plama. Od spodu lotki białe. Stopy czarnoniebieskie, skok szarawy, dziób, tęczówka brązowa, bardzo ciemna. Samicę wyróżniają jedynie mniejsze rozmiary. Masa ciała wynosi 19–49 g.

## Behawior
Sieweczka piaskowa przebywa zazwyczaj w dużych stadach, w ciągu całego roku. Rzadko zdarza się przyłączenie się do innych gatunków. Gniazdują blisko siebie i nie wykazują agresji wobec własnego gatunku; wobec obcych tak, szczególnie w niewoli. Jest to gatunek cichy, odzywa się jedynie zaniepokojony lub w locie. Typowy głos kontaktowy to zawodzące tii pip, zaś alarmujący to przenikliwe pit. Brzęczące lub skrzeczące dźwięki używane są przy zachowaniach agresywnych. Pożywienie stanowią głównie lądowe owady i pajęczaki; żeruje zwykle rano. Rzadko zjada mięczaki i robaki.

## Lęgi
Dobór partnerów odbywa się w obrębie stada. Inny osobnik jest goniony z napuszonymi piórami, co wywołuje brzęczący dźwięk. W trakcie szukania partnera dany osobnik sieweczki piaskowej tworzy kilka wydrapanych w ziemi gniazd. Kopulacja odbywa się w takim właśnie gnieździe, które samica może potem wykorzystać do złożenia jaj; w trakcie spółkowania samiec trzyma samicę za szyję, podobnie jak ma to miejsce u innych przedstawicieli tego rodzaju. Okres lęgowy może trwać cały rok; we wschodniej części Afryki najintensywniejszy jest w kwietniu i maju, na południu zaś od sierpnia do listopada. 
Gniazdo to płytki wydrapany w ziemi dołek o średnicy około 12 cm. Niekiedy ptak wyścieła je kamyczkami, trawą, piaskiem lub odchodami. Zniesienie liczy zwykle 2 jaja. Mają wymiary 28–32,5×21–23 mm. Inkubacja trwa 25 dni. W sytuacji gdy drapieżnik zbliża się go gniazda, sieweczka piaskowa przykrywa jaja piaskiem lub innym luźnym materiałem. Młode to zagniazdowniki, opuszczają gniazdo, gdy tylko wyschną i kilka dni później podążają za rodzicami, by żerować. U piskląt tęczówki brązowe, nogi żółtobrązowe, dziób czarny. Podobnie jak u innych sieweczek, dorosłe ptaki odwodząc drapieżnika udają złamanie skrzydła, a po oddaleniu się potencjalnego drapieżnika od młodych uciekają. Pisklęta opierzają się po 25–30 dniach i zaraz po tym stają się niezależne. Uzyskują dojrzałość płciową w wieku 1 roku.

## Status i zagrożenia
Przez IUCN gatunek klasyfikowany jest jako najmniejszej troski (LC, Least Concern). Trend populacji pozostaje nieznany, lecz zważywszy na bardzo duży zasięg występowania nie ma obaw co do zmniejszania się liczebności. Sieweczka piaskowa występuje na 17 obszarach uznanych za Important Bird Area. Z chronionych wymienić można Park Narodowy Abijatta-Shalla (Etiopia) i Park Narodowy West Coast (RPA). Z pozostałych są to m.in. jezioro Buhajrat al-Manzila (Egipt) i Jezioro Rudolfa (zwane także J. Turkana; Kenia).
Znanymi drapieżnikami tego gatunku są raróg górski (Falco biarmicus), uszatka mauretańska (Asio capensis) oraz orzełek afrykański (Hieraaetus wahlbergi).